# Ottaviano Dell’Acqua
Ottaviano Dell’Acqua (ur. 13 marca 1955 w Rzymie) – włoski aktor, statysta i kaskader. Znany również pod pseudonimami: „Hadryan Darko”, „Hydrian Darko”, „Richard Raymond”.

## Życiorys
Urodził się w Rzymie w rodzinie zafascynowanej sztuką cyrkową. Wychowywał się z czworgiem rodzeństwa: trzema braćmi – bliźniaki Arnaldo i Alberto (ur. 14 maja 1938) i Roberto (ur. 16 kwietnia 1946) oraz siostrą Fernandą.
W 1969 roku debiutował jako aktor w filmie Federico Felliniego Satyricon. Rok później porzucił szkołę, by kontynuować pracę w branży filmowej; zajął się kaskaderstwem, był m.in. kaskaderem Buda Spencera. Na przestrzeni kolejnych lat wystąpił w tej roli w wielu filmach włoskich i międzynarodowych, co zresztą znacznie wpłynęło na rozwój jego kariery. Ponadto grywa w telewizji, między innymi w spotach reklamowych, zajął się też koordynowaniem filmowych scen akcji.
Łącznie pracował przy grubo ponad dwustu projektach kinowych, video i telewizyjnych.

## Filmografia
- 1969: Satyricon
- 1976: Napoli violenta jako podziemny gliniarz
- 1976: Roma a mano armata jako Gaetano, przyjaciel Stefano
- 1977: Napoli spara jako człowiek Santoro
- 1978: Lo chiamavano Bulldozer jako Gerry
- 1979: Afera Concorde (Concorde Affaire '79) jako John
- 1979: Uno sceriffo extraterrestre – poco extra e molto terrestre
- 1979: Sycylijski boss (Da Corleone a Brooklyn) jako zbir
- 1979: Zombie – pożeracze mięsa (Zombi 2) jako zombie z robakami w oczach (wizerunek Dell’Acqui w tym filmie – zarobaczony zombie – został wykorzystany na amerykańskich plakatach promujących projekt)
- 1980: Chissà perché... capitano tutte a me
- 1980: Incubo sulla città contaminata jako zombie na zewnątrz budynku telewizyjnego
- 1980: Poliziotto solitudine e rabbia
- 1983: 2019 – Dopo la caduta di New York jako żołnierz
- 1983: La guerra del ferro – Ironmaster
- 1983: Serca i zbroja (I paladini – storia d’armi e d’amori) jako gwałciciel
- 1984: Siła zemsty (Blastfighter) jako Matt
- 1984: Tuareg, pustynny wojownik (Tuareg – Il guerriero del deserto) jako żołnierz
- 1984: Szczury: Noc grozy! (Rats – Notte di terrore, Rats: Night Of Terror!) jako Kurt
- 1984: Rabbia – Fuoco incrociato
- 1985: Szalona ucieczka (Inferno in diretta) jako człowiek Vlado
- 1986: I giorni dell’inferno jako Russ
- 1987: Double Target jako Toro
- 1988: Zombie – pożeracze mięsa 2 (Zombi 3) jako Roger
- 1988: Zombie – pożeracze mięsa 3 (After Death)
- 1988: Cop Game jako żołnierz
- 1988: Strike Commando 2 (Trappola diabolica) jako Jimmy
- 1989: Miami Cops
- 1990: Sapore di morte
- 1995: Solomon & Sheba jako Hanani
- 2002: Gangi Nowego Jorku (Gangs of New York) jako członek gangu
- 2008: Il solitario jako Riccardo